# Greatest Video Hits (Yes)
Greatest Video Hits è una raccolta di videoclip del gruppo progressive rock britannico Yes pubblicato nel 1991 su videocassetta VHS e nel 2003 su DVD-Video.

## Il video
Il video contiene 12 videoclip realizzati dagli Yes a partire dall'epoca di Going for the One fino a Big Generator, dalla seconda metà degli anni settanta fino a tutti gli anni ottanta. Non furono inseriti brani dell'epoca "classica" del gruppo, poiché non era ancora comune realizzare dei veri e propri videoclip per promuovere i dischi in televisione.
Il primo vero e proprio videoclip degli Yes fu Don't Kill the Whale tratto dall'album Tormato. La particolarità del filmato è quella di riprendere i temi ambientalisti della canzone, scritta da Jon Anderson contro la caccia indiscriminata alle balene, quando ancora non esisteva nessun tipo di iniziativa politica ambientale che la limitasse. Si trattò di una delle prime canzoni rock "ecologiste" e nel video, utilizzando l'effetto chroma key tanto in voga negli anni settanta, sono proiettate immagini di balene che nuotano nell'oceano sullo sfondo della band che suona.
La raccolta contiene tutti i video realizzati per l'album Drama, con la formazione che comprendeva i due ex Buggles Trevor Horn e Geoff Downes, e per 90125 e Big Generator, con la formazione di Trevor Rabin. Hold On e I've Seen All Good People, registrati dal vivo, erano già state inserite in 9012Live del 1985.
Ogni canzone è preceduta da una breve presentazione di un membro degli Yes. Le interviste furono realizzate durante le prove generali del Union Tour, a Pensacola in Florida, nell'aprile del 1991. Nella stessa occasione furono registrate gran parte delle interviste e dei "dietro le quinte" presenti nel documentario Yesyears, uscito lo stesso anno.
Molto divertente è il finale con Rick Wakeman, tastierista e membro della formazione "classica" degli Yes, che straccia il foglietto che gli era stato consegnato con l'elenco delle canzoni tratte dai dischi in cui non era presente, fingendo di non conoscerle: «I've Seen All Good People? Io c'ero nella versione dal vivo di Yessongs, ma non c'ero in quella». Wakeman infatti non era ancora membro degli Yes quando fu inciso The Yes Album nel 1971, disco che contiene la versione originale della canzone. Allo stesso modo, con tipico humor inglese, il tastierista si rifiuta di commentare le canzoni dell'"era Rabin".
Il video è stato riproposto su DVD nel 2003 e, in edizione rinnovata, dalla Rhino Records nel 2005.

## Contenuti
1. Wonderous Stories  - (1977)
2. Don't Kill The Whale - (1978)
3. Madrigal - (1978)
4. Tempus Fugit - (1980)
5. Into The Lens - (1980)
6. Hold On - (da 9012Live, 1985)
7. Leave It - (1983)
8. It Can Happen - (1983)
9. Owner Of A Lonely Heart - (1983)
10. Rhythm Of Love - (1987)
11. Love Will Find A Way - (1987)
12. I've Seen All Good People - (da 9012Live, 1985)

## Formazione
I videoclip furono realizzati con la formazione degli Yes dell'epoca in cui sono stati girati, in tutto l'arco temporale che va dal 1977 al 1987. Le interviste del 1991 furono realizzate ai componenti della formazione a 8 che partecipò all'album Union e al successivo tour.

### Interviste eUnion Tour
- Jon Anderson - voce
- Steve Howe - chitarra, voce
- Trevor Rabin - chitarra, voce
- Tony Kaye - tastiere
- Rick Wakeman - tastiere
- Chris Squire - basso, voce
- Alan White - batteria
- Trevor Horn - voce
- Geoff Downes - tastiere